# Széphalom (Budapest)
Széphalom Budapest városrésze a II. kerületben az egykori Pesthidegkút község területén.

## Fekvése
Határai: Hidegkúti út a Máriaremetei úttól - Kossuth Lajos utca - Pinceszer utca - Kökény utca - Áchim András utca - Máriaremetei út a Hidegkúti útig.

## Története
Kertvárosias jellegű negyed, amely Pesthidegkút területén az 1930-as években alakult ki. 1950. január 1-jétől tartozik Budapesthez.

## Főbb útvonalak
- Hidegkúti út (egy része)